# Cut My Lip (Brooklyn)
Cut My Lip (Brooklyn) è un singolo del duo musicale statunitense Twenty One Pilots, pubblicato l'11 luglio 2019.

## Descrizione
Intitolata anche Cut My Lip (40.6782°N, 73.9442°W), si tratta di una versione reinterpretata di Cut My Lip, brano presente nel quinto album del gruppo Trench. Altre versioni simili, identificate con le coordinate di diverse città e chiamate "Løcatiøn Sessiøns", sono state realizzate anche per i singoli Chlorine e The Hype, tutte incluse nell'EP Location Sessions del 2021.
Come tutte le tracce presenti in Trench, all'uscita dell'album la versione originale di Cut My Lip è entrata nella Hot Rock & Alternative Songs di Billboard, raggiungendo la 19ª posizione.

## Tracce
Testi e musiche di Tyler Joseph e Paul Meany, arrangiamenti di Tyler Joseph.
1. Cut My Lip (Brooklyn) – 4:18